# Wijken en buurten in Den Haag
Dit is een lijst van wijken en buurten in Den Haag.

## Wijkindeling volgens de gemeente Den Haag
De gemeente Den Haag noemt de volgende stadsdelen en wijken.
- Centrum
  - Archipelbuurt en Willemspark
  - Centrum
  - Stationsbuurt
  - Zeeheldenkwartier
  - Schilderswijk
  - Transvaalkwartier en Groente- en Fruitmarkt
- Escamp
  - Bouwlust en Vrederust
  - Leyenburg
  - Moerwijk en Zuiderpark
  - Morgenstond
  - Rustenburg en Oostbroek
  - Wateringse Veld
- Leidschenveen-Ypenburg
  - Leidschenveen en Forepark
  - Ypenburg en Hoornwijk
- Laak
  - Laakhavens, Laakkwartier, Spoorwijk en Binckhorst
- Loosduinen
  - Loosduinen
  - Kraayenstein
  - Kijkduin en Ockenburgh
  - Bohemen en Meer en Bos
  - Waldeck
- Haagse Hout
  - Benoordenhout
  - Mariahoeve en Marlot en Haagse Bos
  - Bezuidenhout
- Scheveningen
  - Westbroekpark en Duttendel, Belgisch en Van Stolkpark
  - Duindorp
  - Duinoord en Zorgvliet
  - Geuzen- en Statenkwartier
  - Oostduinen
  - Scheveningen Bad
  - Zorgvliet
- Segbroek
  - Bomen- en Bloemenbuurt
  - Regentessekwartier
  - Valkenboskwartier en Heesterbuurt
  - Vogelwijk
  - Vruchtenbuurt

## Wijkindeling volgens het CBS
De Nederlandse gemeente Den Haag is voor statistische doeleinden door het Centraal Bureau voor de Statistiek onderverdeeld in wijken en buurten.

### Statistische wijken en buurten
De CBS-wijkcode van elke wijk bestaat uit de code voor Den Haag (0518) en het wijknummer, bijvoorbeeld 01 voor Oostduinen.
Een statistische wijk kan bestaan uit meerdere buurten. Onderstaande tabel geeft de buurtindeling met kentallen volgens het Centraal Bureau voor de Statistiek (2008). De gemeente Den Haag maakt gebruik van het CBS-buurtnummer als het "wijknummer" van de buurt; de statistische buurt Oostduinen met CBS-buurtnummer 70 heeft bijvoorbeeld 70 als gemeentelijk "wijknummer". Het CBS-buurtnummer is vaak (maar niet altijd) de laatste twee cijfers van de CBS-buurtcode.
| CBS-buurtcode | Buurtnaam                               | Inwonertal | Opp. totaal (ha) | Opp. land (ha) | Ligging                |
| wijk 051801   | 01 Oostduinen                           |            |                  |                |                        |
| ------------- | --------------------------------------- | ---------- | ---------------- | -------------- | ---------------------- |
| BU05180170    | Oostduinen                              | 0          | 323              | 313            | Locatie in de gemeente |
| wijk 051802   | 02 Belgisch Park                        |            |                  |                |                        |
| BU05180271    | Belgisch Park                           | 7730       | 96               | 96             | Locatie in de gemeente |
| wijk 051803   | 03 Westbroekpark en Duttendel           |            |                  |                |                        |
| BU05180373    | Westbroekpark                           | 960        | 46               | 41             | Locatie in de gemeente |
| BU05180374    | Duttendel                               | 1050       | 128              | 125            | Locatie in de gemeente |
| wijk 051804   | 04 Benoordenhout                        |            |                  |                |                        |
| BU05180448    | Nassaubuurt                             | 1470       | 30               | 30             | Locatie in de gemeente |
| BU05180475    | Uilennest                               | 1820       | 30               | 30             | Locatie in de gemeente |
| BU05180476    | Duinzigt                                | 2330       | 62               | 62             | Locatie in de gemeente |
| BU05180477    | Waalsdorp                               | 3340       | 68               | 68             | Locatie in de gemeente |
| BU05180478    | Arendsdorp                              | 1340       | 55               | 52             | Locatie in de gemeente |
| BU05180479    | Van Hoytemastraat en omgeving           | 2110       | 25               | 25             | Locatie in de gemeente |
| wijk 051805   | 05 Archipelbuurt                        |            |                  |                |                        |
| BU05180546    | Archipelbuurt                           | 5700       | 79               | 79             | Locatie in de gemeente |
| wijk 051806   | 06 Van Stolkpark en Scheveningse Bosjes |            |                  |                |                        |
| BU05180605    | Van Stolkpark en Scheveningse Bosjes    | 720        | 119              | 116            | Locatie in de gemeente |
| wijk 051807   | 07 Scheveningen                         |            |                  |                |                        |
| BU05180701    | Oud Scheveningen                        | 2710       | 26               | 26             | Locatie in de gemeente |
| BU05180702    | Vissershaven                            | 3110       | 81               | 79             | Locatie in de gemeente |
| BU05180703    | Scheveningen Badplaats                  | 5210       | 56               | 56             | Locatie in de gemeente |
| BU05180704    | Visserijbuurt                           | 3710       | 27               | 27             | Locatie in de gemeente |
| BU05180772    | Rijslag                                 | 1580       | 26               | 26             | Locatie in de gemeente |
| wijk 051808   | 08 Duindorp                             |            |                  |                |                        |
| BU05180800    | Duindorp                                | 4710       | 161              | 161            | Locatie in de gemeente |
| wijk 051809   | 09 Geuzen- en Statenkwartier            |            |                  |                |                        |
| BU05180907    | Statenkwartier                          | 8960       | 104              | 104            | Locatie in de gemeente |
| BU05180908    | Geuzenkwartier                          | 4260       | 36               | 34             | Locatie in de gemeente |
| wijk 051810   | 10 Zorgvliet                            |            |                  |                |                        |
| BU05181041    | Zorgvliet                               | 560        | 99               | 99             | Locatie in de gemeente |
| wijk 051811   | 11 Duinoord                             |            |                  |                |                        |
| BU05181142    | Stadhoudersplantsoen                    | 2030       | 31               | 29             | Locatie in de gemeente |
| BU05181143    | Sweelinckplein en omgeving              | 5200       | 44               | 43             | Locatie in de gemeente |
| wijk 051812   | 12 Bomen- en Bloemenbuurt               |            |                  |                |                        |
| BU05181250    | Bloemenbuurt-West                       | 2190       | 30               | 30             | Locatie in de gemeente |
| BU05181251    | Bloemenbuurt-Oost                       | 6080       | 62               | 62             | Locatie in de gemeente |
| BU05181252    | Bomenbuurt                              | 5150       | 48               | 48             | Locatie in de gemeente |
| wijk 051813   | 13 Vogelwijk                            |            |                  |                |                        |
| BU05181309    | Vogelwijk                               | 4810       | 185              | 185            | Locatie in de gemeente |
| wijk 051814   | 14 Bohemen en Meer en Bos               |            |                  |                |                        |
| BU05181481    | Bosjes van Pex                          | 400        | 47               | 47             | Locatie in de gemeente |
| BU05181492    | Bohemen en Meer en Bos                  | 4350       | 83               | 82             | Locatie in de gemeente |
| wijk 051815   | 15 Kijkduin en Ockenburgh               |            |                  |                |                        |
| BU05181590    | Ockenburgh                              | 890        | 327              | 318            | Locatie in de gemeente |
| BU05181591    | Kijkduin                                | 1400       | 119              | 119            | Locatie in de gemeente |
| wijk 051816   | 16 Kraayenstein en Vroondaal            |            |                  |                |                        |
| BU05181697    | Kraayenstein                            | 4490       | 337              | 308            | Locatie in de gemeente |
| wijk 051817   | 17 Loosduinen                           |            |                  |                |                        |
| BU05181785    | Kerketuinen en Zichtenburg              | 950        | 125              | 124            | Locatie in de gemeente |
| BU05181786    | Houtwijk                                | 12970      | 146              | 144            | Locatie in de gemeente |
| BU05181795    | Kom Loosduinen                          | 5000       | 46               | 45             | Locatie in de gemeente |
| wijk 051818   | 18 Waldeck                              |            |                  |                |                        |
| BU05181806    | Waldeck-Zuid                            | 2100       | 20               | 20             | Locatie in de gemeente |
| BU05181840    | Nieuw Waldeck                           | 7090       | 64               | 63             | Locatie in de gemeente |
| BU05181882    | Rosenburg                               | 900        | 41               | 40             | Locatie in de gemeente |
| BU05181893    | Componistenbuurt                        | 1690       | 14               | 14             | Locatie in de gemeente |
| BU05181894    | Waldeck-Noord                           | 2980       | 33               | 33             | Locatie in de gemeente |
| wijk 051819   | 19 Vruchtenbuurt                        |            |                  |                |                        |
| BU05181953    | Vruchtenbuurt                           | 6760       | 52               | 52             | Locatie in de gemeente |
| BU05181983    | Eykenduynen                             | 4080       | 61               | 60             | Locatie in de gemeente |
| wijk 051820   | 20 Valkenboskwartier                    |            |                  |                |                        |
| BU05182054    | Heesterbuurt                            | 6390       | 42               | 42             | Locatie in de gemeente |
| BU05182055    | Valkenboskwartier                       | 10730      | 62               | 62             | Locatie in de gemeente |
| wijk 051821   | 21 Regentessekwartier                   |            |                  |                |                        |
| BU05182110    | Rond de Energiecentrale                 | 5240       | 50               | 49             | Locatie in de gemeente |
| BU05182144    | Koningsplein en omgeving                | 6880       | 41               | 40             | Locatie in de gemeente |
| wijk 051822   | 22 Zeeheldenkwartier                    |            |                  |                |                        |
| BU05182245    | Zeeheldenkwartier                       | 10260      | 71               | 70             | Locatie in de gemeente |
| wijk 051823   | 23 Willemspark                          |            |                  |                |                        |
| BU05182347    | Willemspark                             | 1330       | 32               | 32             | Locatie in de gemeente |
| wijk 051824   | 24 Haagse Bos                           |            |                  |                |                        |
| BU05182449    | Haagse Bos                              | 320        | 126              | 116            | Locatie in de gemeente |
| wijk 051825   | 25 Mariahoeve en Marlot                 |            |                  |                |                        |
| BU05182561    | Landen                                  | 4750       | 59               | 59             | Locatie in de gemeente |
| BU05182567    | Kampen                                  | 2300       | 61               | 60             | Locatie in de gemeente |
| BU05182568    | Marlot                                  | 820        | 96               | 94             | Locatie in de gemeente |
| BU05182569    | Burgen en Horsten                       | 5500       | 90               | 90             | Locatie in de gemeente |
| wijk 051826   | 26 Bezuidenhout                         |            |                  |                |                        |
| BU05182664    | Bezuidenhout-West                       | 2690       | 63               | 63             | Locatie in de gemeente |
| BU05182665    | Bezuidenhout-Midden                     | 3560       | 61               | 61             | Locatie in de gemeente |
| BU05182666    | Bezuidenhout-Oost                       | 8490       | 76               | 75             | Locatie in de gemeente |
| wijk 051827   | 27 Stationsbuurt                        |            |                  |                |                        |
| BU05182718    | Huygenspark                             | 5630       | 35               | 35             | Locatie in de gemeente |
| BU05182762    | Rivierenbuurt-Zuid                      | 670        | 14               | 14             | Locatie in de gemeente |
| BU05182763    | Rivierenbuurt-Noord                     | 2530       | 26               | 26             | Locatie in de gemeente |
| wijk 051828   | 28 Centrum                              |            |                  |                |                        |
| BU05182811    | Kortenbos                               | 6840       | 65               | 64             | Locatie in de gemeente |
| BU05182812    | Voorhout                                | 1950       | 63               | 61             | Locatie in de gemeente |
| BU05182813    | Uilebomen                               | 2080       | 27               | 27             | Locatie in de gemeente |
| BU05182814    | Zuidwal                                 | 6210       | 50               | 50             | Locatie in de gemeente |
| wijk 051829   | 29 Schildersbuurt                       |            |                  |                |                        |
| BU05182915    | Schildersbuurt-West                     | 15040      | 65               | 65             | Locatie in de gemeente |
| BU05182916    | Schildersbuurt-Noord                    | 10110      | 48               | 48             | Locatie in de gemeente |
| BU05182917    | Schildersbuurt-Oost                     | 7410       | 34               | 34             | Locatie in de gemeente |
| wijk 051830   | 30 Transvaalkwartier                    |            |                  |                |                        |
| BU05183032    | Transvaalkwartier-Noord                 | 4140       | 17               | 17             | Locatie in de gemeente |
| BU05183033    | Transvaalkwartier-Midden                | 3870       | 27               | 27             | Locatie in de gemeente |
| BU05183034    | Transvaalkwartier-Zuid                  | 6010       | 35               | 35             | Locatie in de gemeente |
| wijk 051831   | 31 Rustenburg en Oostbroek              |            |                  |                |                        |
| BU05183130    | Rustenburg                              | 5710       | 37               | 35             | Locatie in de gemeente |
| BU05183131    | Oostbroek-Noord                         | 4310       | 24               | 24             | Locatie in de gemeente |
| BU05183135    | Oostbroek-Zuid                          | 7660       | 40               | 38             | Locatie in de gemeente |
| wijk 051832   | 32 Leyenburg                            |            |                  |                |                        |
| BU05183284    | Leyenburg                               | 13720      | 100              | 95             | Locatie in de gemeente |
| wijk 051833   | 33 Bouwlust en Vrederust                |            |                  |                |                        |
| BU05183387    | Venen Oorden en Raden                   | 7370       | 75               | 75             | Locatie in de gemeente |
| BU05183396    | Zijden Steden en Zichten                | 6990       | 93               | 92             | Locatie in de gemeente |
| BU05183398    | Dreven en Gaarden                       | 9130       | 96               | 96             | Locatie in de gemeente |
| BU05183399    | De Uithof                               | 920        | 153              | 147            | Locatie in de gemeente |
| wijk 051834   | 34 Morgenstond                          |            |                  |                |                        |
| BU05183480    | Morgenstond-Zuid                        | 5700       | 48               | 48             | Locatie in de gemeente |
| BU05183488    | Morgenstond-West                        | 5820       | 62               | 62             | Locatie in de gemeente |
| BU05183489    | Morgenstond-Oost                        | 5070       | 61               | 61             | Locatie in de gemeente |
| wijk 051835   | 35 Zuiderpark                           |            |                  |                |                        |
| BU05183536    | Zuiderpark                              | 0          | 101              | 92             | Locatie in de gemeente |
| wijk 051836   | 36 Moerwijk                             |            |                  |                |                        |
| BU05183620    | Moerwijk-Oost                           | 2560       | 34               | 34             | Locatie in de gemeente |
| BU05183637    | Moerwijk-West                           | 6000       | 54               | 54             | Locatie in de gemeente |
| BU05183638    | Moerwijk-Noord                          | 6250       | 45               | 45             | Locatie in de gemeente |
| BU05183639    | Moerwijk-Zuid                           | 3580       | 40               | 40             | Locatie in de gemeente |
| wijk 051837   | 37 Groente- en Fruitmarkt               |            |                  |                |                        |
| BU05183721    | Groente- en Fruitmarkt                  | 5420       | 55               | 50             | Locatie in de gemeente |
| wijk 051838   | 38 Laakkwartier en Spoorwijk            |            |                  |                |                        |
| BU05183819    | Laakhaven-Oost                          | 3620       | 34               | 29             | Locatie in de gemeente |
| BU05183822    | Laakhaven-West                          | 3980       | 72               | 67             | Locatie in de gemeente |
| BU05183823    | Spoorwijk                               | 3410       | 32               | 32             | Locatie in de gemeente |
| BU05183824    | Laakkwartier-West                       | 7360       | 48               | 48             | Locatie in de gemeente |
| BU05183825    | Laakkwartier-Oost                       | 10350      | 56               | 56             | Locatie in de gemeente |
| BU05183826    | Noordpolderbuurt (Molenwijk)            | 8060       | 47               | 47             | Locatie in de gemeente |
| wijk 051839   | 39 Binckhorst                           |            |                  |                |                        |
| BU05183960    | Binckhorst                              | 300        | 145              | 134            | Locatie in de gemeente |
| wijk 051840   | 40 Wateringse Veld                      |            |                  |                |                        |
| BU05184001    | Erasmus Veld                            | 2000       | 77               | 77             | Locatie in de gemeente |
| BU05184002    | Hoge Veld                               | 2810       | 108              | 107            | Locatie in de gemeente |
| BU05184003    | Parkeinde oosteinde                     | 3600       | 46               | 46             | Locatie in de gemeente |
| BU05184004    | Lage Veld                               | 4700       | 48               | 44             | Locatie in de gemeente |
| BU05184005    | Zonne Veld                              | 3450       | 48               | 46             | Locatie in de gemeente |
| wijk 051841   | 41 Hoornwijk                            |            |                  |                |                        |
| BU05184106    | Vlietzoom-West (vroeger Vlietbuurt)     | 180        | 195              | 190            | Locatie in de gemeente |
| BU05184107    | Vliegeniersbuurt                        | 0          | 117              | 117            | Locatie in de gemeente |
| BU05184110    | De Reef                                 | 0          | 63               | 53             | Locatie in de gemeente |
| wijk 051842   | 42 Ypenburg                             |            |                  |                |                        |
| BU05184208    | Bosweide                                | 2180       | 75               | 70             | Locatie in de gemeente |
| BU05184209    | Tedingerbroek                           | 0          | 50               | 42             | Locatie in de gemeente |
| BU05184211    | De Venen                                | 0          | 37               | 37             | Locatie in de gemeente |
| BU05184212    | Morgenweide                             | 6740       | 81               | 81             | Locatie in de gemeente |
| BU05184213    | Singels                                 | 5470       | 58               | 58             | Locatie in de gemeente |
| BU05184214    | Waterbuurt                              | 4150       | 106              | 99             | Locatie in de gemeente |
| BU05184215    | De Bras                                 | 4340       | 95               | 92             | Locatie in de gemeente |
| BU05184316    | Vlietzoom-Oost (vroeger Westvliet)      | 140        | 139              | 135            | Locatie in de gemeente |
| wijk 051843   | 43 Forepark                             |            |                  |                |                        |
| BU05184317    | De Rivieren                             | 30         | 167              | 163            | Locatie in de gemeente |
| wijk 051844   | 44 Leidschenveen                        |            |                  |                |                        |
| BU05184418    | De Lanen                                | 3800       | 69               | 69             | Locatie in de gemeente |
| BU05184419    | De Velden                               | 3820       | 76               | 76             | Locatie in de gemeente |
| BU05184420    | De Vissen                               | 8200       | 130              | 126            | Locatie in de gemeente |
| BU05184421    | De Dijken (vroeger Rietbuurt)           | 70         | 100              | 91             | Locatie in de gemeente |